# National Radio Astronomy Observatory
O National Radio Astronomy Observatory (NRAO) é uma Federally Funded Research and Development Centers financiado pela Fundação Nacional da Ciência dos Estados Unidos operado sob acordo de cooperação pela Associated Universities, Inc. com a finalidade de radioastronomia. O NRAO projeta, constrói e opera seus próprios radiotelescópios de alta sensibilidade para uso por cientistas de todo o mundo.